# Andrea Crosariol
Andrea Crosariol, né le 11 novembre 1984, à Milan, en Italie, est un joueur italien de basket-ball. Il évolue au poste de pivot.

## Palmarès
- Championnat d'Italie :
  - Vainqueur : 2006